# EuroVelo 5 Moselle-Alsace
De EuroVelo 5 Moselle-Alsace is een langeafstandsfietsroute in Frankrijk. De route loopt van het Duitse Saarbrücken naar het Zwitserse Basel. De route maakt deel uit van internationale langeafstandsfietsroute EuroVelo EV5 Via Romea Francigena. Het traject is bewegwijzerd in twee richtingen.

## Traject
De route volgt na de start de Saar en kruist het stroomgebied van de Moselle. De route kruist de Vogezen in het noorden op een relatief eenvoudige wijze en loopt vervolgens aan de oostkant van dit gebergte door het dal van de Rijn. Hierbij gaat ze door de Elzas en doorkruist hierbij de wijnstreek met vakwerkhuizen. Ze gaat door de stad Straatsburg en om de steden Sélestat en Colmar. Ook de stad Mulhouse zit in de route. De route eindigt uiteindelijk in Basel.
De route loopt het gehele traject parallel met de EV5.

## Aansluitingen met Europese routes
- De route loopt het gehele traject parallel met de EuroVelo EV5 Via Romea Francigena.
- In Straatsburg kan worden aangesloten op de EuroVelo EV15 Rijnroute.
- In Mulhouse kan worden aangesloten op de EuroVelo EV6 Atlantische kust naar de Zwarte Zee.
- In Basel kan worden aangesloten op de EuroVelo EV6 Atlantische kust naar de Zwarte Zee.
- In Basel kan worden aangesloten op de EuroVelo EV15 Rijnroute.

## Aansluitingen met andere (regionale) routes
- In Saarbrücken kan worden aangesloten op de Saar-Radweg.
- In Straatsburg kan worden aangesloten op de Véloroute Rhin.
- In Mulhouse kan worden aangesloten op de 97. Dreiland-Radweg.
- In Basel kan worden aangesloten op de Nationale fietsroute 2 - Rijnroute.
- In Basel kan worden aangesloten op de Nationale fietsroute 3 - Noordzuidroute.
- In Basel kan worden aangesloten op de Nationale fietsroute 7 - Juraroute.
- In Basel kan worden aangesloten op de Regionale fietsroute 97. Dreiland-Radweg.